# Malafi Jarju
Malafi Jarju (auch Manlafi Jarju) (* im 20. Jahrhundert in Faraba; † 26. November 2020 in Kanifing Municipal) war ein gambischer Politiker und Jurist.

## Leben
Jarju, der lange Zeit in den Vereinigten Staaten gelebt hatte, kehrte später nach Gambia zurück und wurde 2002 in dem Kabinett von Präsident Jammeh als Minister für Gemeinden und Landverwaltung berufen. Nach seinem Ausscheiden 2005 aus dem Kabinett, wurde er von der National Intelligence Agency (NIA) inhaftiert und gefoltert. Danach schrieb er sich an der Universität von Gambia ein, wo er Jura studierte, bevor er in die Justiz eintrat. Er diente als Richter an den Gerichten von Banjul, Bundung, Brikama und Kanifing. Ende April 2008 wurde Jarju zum Generalsekretär der Alliance for Patriotic Reorientation and Construction (APRC), nach dem Ausschluss von Edward Singhatey, ernannt. Er wurde 2010 von dieser Funktion als Generalsekretär abgesetzt.
Zuletzt war er am Kanifing Magistrates’ Court als Richter tätig. Er starb im örtlichen Krankenhaus in Kanifing und wurde am gleichen Tag in seinem Heimatort Faraba bestattet.